# CeBIT

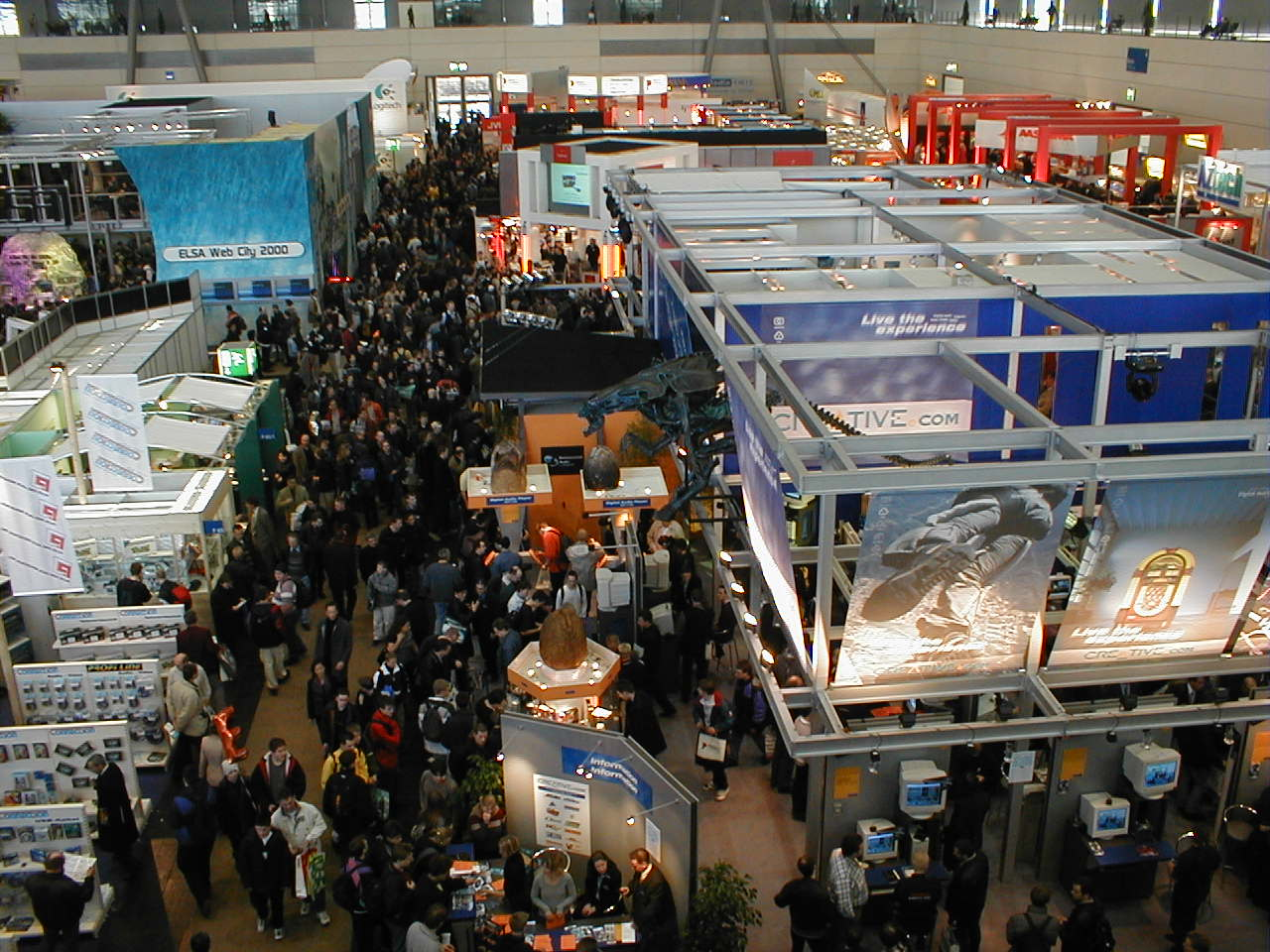
Een tentoonstellingsruimte op CeBIT 2000.

CeBIT was een van de belangrijkste computerbeurzen ter wereld. De beurs werd jaarlijks gehouden in Hannover (Duitsland) en was een barometer voor de Informatie- en Communicatietechnologie. Met, in de topjaren een oppervlakte van 400.000 m² en 700.000 bezoekers, was de tentoonstelling groter dan COMDEX. In 2008 bezochten 495.000 bezoekers CeBIT.
De naam CeBIT staat voor Centrum der Büro- und Informationstechnik (Centrum voor Kantoor- en Informatietechnologie) en was traditioneel gezien het CeBIT-gedeelte van de Hannover Messe, een grote handelsbeurs die elk jaar werd gehouden. In de jaren 80 groeide het gedeelte met informatietechnologie en telecommunicatie zo sterk dat het opgesplitst werd in een aparte handelsbeurs vanaf 1986, die vier weken voor de Hannover Messe wordt gehouden.
Naarmate CeBIT vlug bleef groeien en op zich te groot werd, werd beslist om de beurs te concentreren op de professionele markt, waarbij de thuis- en vrijetijdsmarkt werd opgesplitst in een aparte beurs, de CeBIT home, die tweejaarlijks werd gepland. Nadat die tweemaal was gehouden (in 1996 en 1998) werd dit echter stopgezet.
Sinds 1999 heeft de sponsor van CeBIT Deutsche Messe AG handelsbeurzen ingericht buiten Duitsland, maar met de naam CeBIT. De eerste CeBIT in de VS werd gehouden in juni 2003.
Op 28 november 2018 maakte CeBIT bekend dat de editie 2019 geannuleerd werd en dat de beurs op hield te bestaan.

## Data
- CeBIT 2001: 22 - 28 maart 2001
- CeBIT 2002: 13 - 20 maart 2002
- CeBIT 2003: 12 - 19 maart 2003
- CeBIT 2004: 18 - 24 maart 2004
- CeBIT 2005: 10 - 16 maart 2005
- CeBIT 2006: 9 - 15 maart 2006
- CeBIT 2007: 15 - 21 maart 2007
- CeBIT 2008: 4 - 9 maart 2008
- CeBIT 2009: 3 - 8 maart 2009
- CeBIT 2010: 2 - 6 maart 2010
- CeBIT 2011: 1 - 5 maart 2011
- CeBIT 2012: 6 - 10 maart 2012
- CeBIT 2013: 5 - 9 maart 2013
- CeBIT 2014: 10 - 14 maart 2014
- CeBIT 2015: 16 - 20 maart 2015
- CeBIT 2016: 14 - 18 maart 2016
- CeBIT 2017: 20 - 24 maart 2017[2]
- CeBIT 2018: 11 - 15 juni 2018[1]